# Джеремая, Эдди
Эдвард Джон «Эдди» Джеремия (англ. Edward John Jeremiah, арм. Էդդի Ժերեմիա-Երեմյան; 4 ноября 1905 — 15 августа 1967) — американский хоккеист и тренер армянского происхождения.забросил за карьеру 147 шайб. 

## Биография
К седьмому классу Эд был известен, как «армянское чудо из Вустера». Менеджеры разных клубов предлагали ему бросить учёбу и войти в состав какой-нибудь команды юниором. Он не соглашался.
Окончив в 1923 г. школу в Соммервилле, Эд без всяких экзаменов поступил в академию города Хэброн. Через год стал хоккеистом № 1 среди студентов.
В 1925 г. его включили в состав сборной юниоров штата Массачусетс, а в 27-м пригласили в «Бостон Брюинз», которая состояла в Канадо-Североамериканской хоккейной лиге вот уже два года и собиралась на розыгрыш Кубка Стэнли. Сыграв несколько игр в основном составе он забил двадцать одну шайбу за сезон, а клуб занял третье место.
В 1929 г. они победили, благодаря сплоченности команды, а также — игре самого молодого нападающего, забившего больше всех голов — тридцать четыре шайбы. Эду Джеремия было доверено нести Кубок Стэнли во время круга почёта.
За «Бостон Брюинз» он играл ещё пять сезонов, участвовал в 324 матчах и 187 раз попадал в ворота.
В 1934 г. ушёл в «Кливленд Фалконс», через год — в «Нью-Хавен Иглз», затем — «Филадельфия Эрроуз» и, наконец — «Бостон Олимпикс».
В 1937 г. Джеремия окончательно перешёл на тренерскую работу в университетском хоккее США. Занимаясь с ребятами из Дартмунтского колледжа, он обеспечивал олимпийскую сборную страны настоящими профессионалами.
Отслужив во флоте с 1942 по 1946 гг, вернулся к своей команде и обеспечил ей рекорд стабильности при 305 победах из 500 матчей.
С 1952 г. Джеремия занимался отбором кандидатов в олимпийскую сборную США.
В 1962 г. он основал летнюю школу хоккейных тренеров любительских команд.
Через год провел организационный съезд по созданию ассоциации тренеров США, куда был избран президентом.
После его смерти, родственники единодушно решили направить все его сбережения на финансирование достройки ледовой арены при колледже в Дартмунте.

## Достижения
- Обладатель звания «Тренер года» (1965)
- Кавалер «Трофея Спенсера Пенроуза»